# Novokalanchak
Novokalanchak  (ucraniano: Новокаланчак) es una localidad del Raión de Izmail en el Óblast de Odesa de Ucrania. Según el censo de 2001, tiene una población de 265 habitantes.